# Jacques Fleutry
Jacques Fleutry (1940) è un ex sciatore alpino svizzero.

## Biografia
Discesista puro originario della stazione sciistica di Les Marécottes, Jacques Fleutry ottenne i suoi unici risultati di rilievo nel 1963, quando vinse la medaglia di bronzo ai Campionati svizzeri (Wildhaus, 8-12 febbraio) e partecipò al trofeo Arlberg-Kandahar (Chamonix, 8-10 marzo), dove si classificò 44º; non prese parte a rassegne olimpiche o iridate.

## Palmarès

### Campionati svizzeri
- 1 medaglia:
  - 1 bronzo (discesa libera nel 1963[3])

## Riconoscimenti
- Épingle d'or del Canton Vallese[2]